# Limenitis olynthia
Limenitis olynthia är en fjärilsart som beskrevs av Felder 1867. Limenitis olynthia ingår i släktet Limenitis och familjen praktfjärilar. Inga underarter finns listade i Catalogue of Life.